# Clyde Hill
Clyde Hill – miasto w Stanach Zjednoczonych, w stanie Waszyngton, w hrabstwie King.